# Новониколаевка (Алтынсаринский район)
Новоникола́евка (каз. Новониколаевка) — село в Алтынсаринском районе Костанайской области Казахстана, входит в состав Большечураковского сельского округа. Код КАТО — 393235200.

## География
Населённый пункт расположен в 10,8 километрах (по автодороге) к юго-востоку от районного центра села Убаганское, в 6,4 километрах к юго-востоку от административного центра сельского округа села Большая Чураковка, в 61 километрах к востоку от областного центра города Костаная. Соседние сёла: Большая Чураковка в 6,4 километрах к северо-западу, Осиповка в 6,1 километрах к северо-востоку. К северу от села проходит автодорога областного значения КР-14 Карасу — Большая Чураковка. Высота центра села — 188 метров над уровнем моря.

## История
Населённый пункт впервые упоминается в Списке населённых пунктов КССР 1923 года, согласно которому посёлок Ново-Николаевский входил в состав Больше-Чураковской волости Кустанайского уезда Кустанайской губернии. В посёлке при 63 хозяйствах проживало 337 человек, а преобладающей национальностью являлись украинцы. В сентябре 1925 года постановлением ЦИК Казахской АССР от 3 марта 1925 года Кустанайская губерния была упразднена, с последующим преобразованием всех уездов в один Кустанайский уезд:146—148. На основании ВЦИК от 14 сентября 1925 года Кустанайский уезд был преобразован в Кустанайский округ:146—148. После ликвидации волостного деления 17 января 1928 года, село входит в состав Затобольского района с административным центром в городе Кустанай:150—151. 
В декабре 1930 года на основании постановления ВЦИК от 23 июля 1930 года ликвидируется окружное деление. Затобольский район переименован в Кустанайский, укрупнён за счёт присоединения к нему частей Аман-Карагайского, Боровского, Затобольского, Мендыгаринского, Убаганского районов:194—195. С 20 февраля 1932 года — в составе новообразованной Актюбинской области. 29 декабря 1935 года из юго-восточной части Кустанайского района и южной части существовавшего Убаганского района образуется Убаганский район с административным центром в посёлке Больше-Чураковском:223—224. С июля 1936 года — в составе Костанайской области:234. На базе Затобольского, Кустанайского и Убаганского районов в 1963 году был создан Кустанайский сельский район с одновременной ликвидацией Убаганского района, в результате которого Новониколаевка была передана в состав Кустанайского района. В 1985 году район был восстановлен, а в 1991 году был переименован в Алтынсаринский.

## Население
| Численность населения | Численность населения | Численность населения | Численность населения | Численность населения |
| 1923                  | 1989                  | 1999                  | 2009                  | 2021                  |
| --------------------- | --------------------- | --------------------- | --------------------- | --------------------- |
| 337                   | ↘303                  | ↘257                  | ↘177                  | ↘106                  |

национальный состав
Процентное соотношение численно-преобладающих национальностей согласно переписи 1989 года:
| Национальность | Процентное соотношение |
| -------------- | ---------------------- |
| русские        | 40 %                   |
| немцы          | 31 %                   |
| другие         | 29 %                   |

## Современное состояние
На 2016 год в селе — 4 улицы, на 2013 год — 47 дворов:73. В селе действует Новониколаевская начальная школа, образованная в 1984 году. Местное самоуправление осуществляется аппаратом акима Большечураковского сельского округа. Действующий аким — Ғалым Берік Мерекеұлы.